# Trichotosia velutina
Trichotosia velutina är en orkidéart som först beskrevs av Conrad Loddiges och John Lindley, och fick sitt nu gällande namn av Friedrich Fritz Wilhelm Ludwig Kraenzlin. Trichotosia velutina ingår i släktet Trichotosia och familjen orkidéer. Inga underarter finns listade i Catalogue of Life.

## Bildgalleri

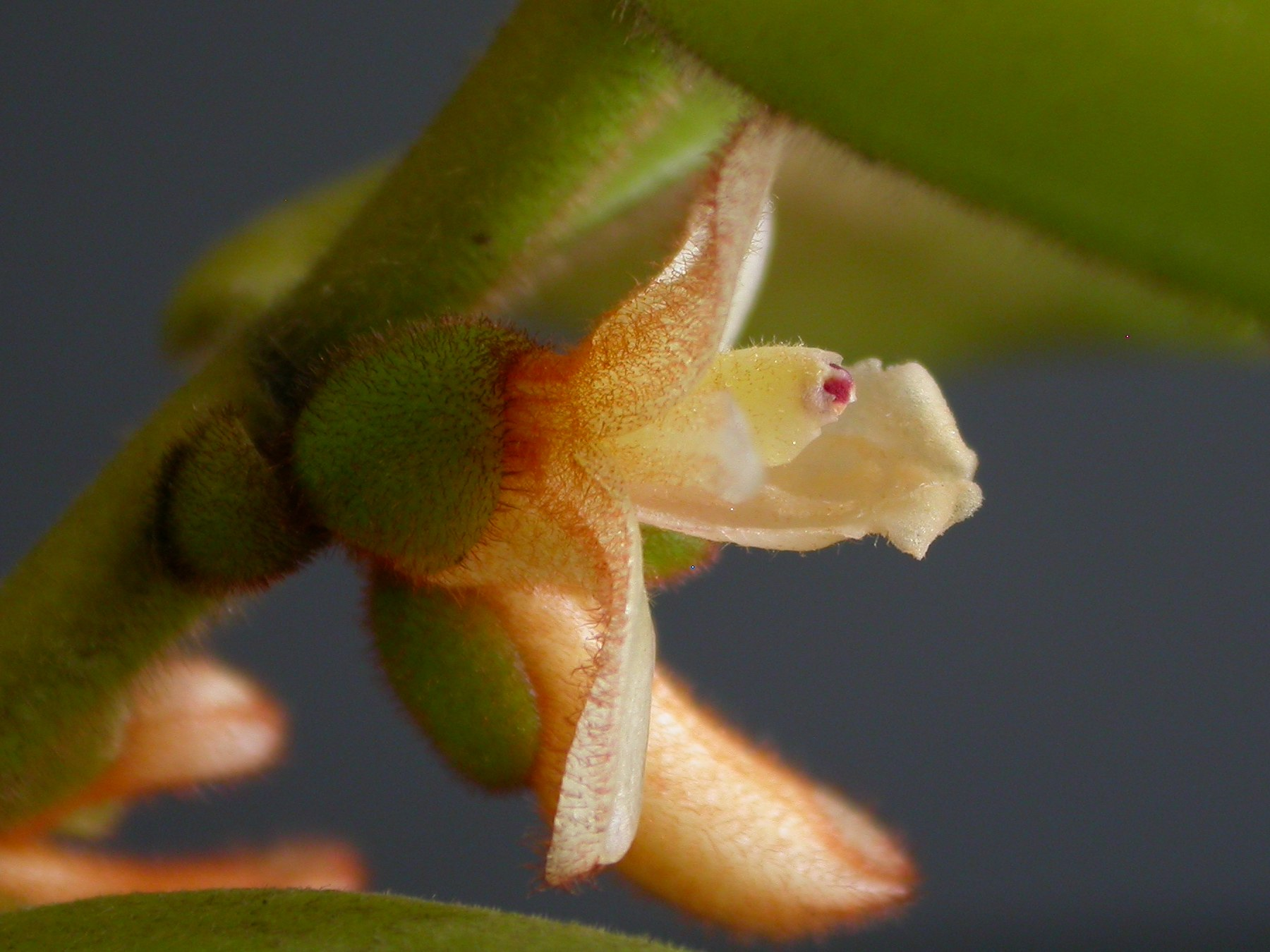
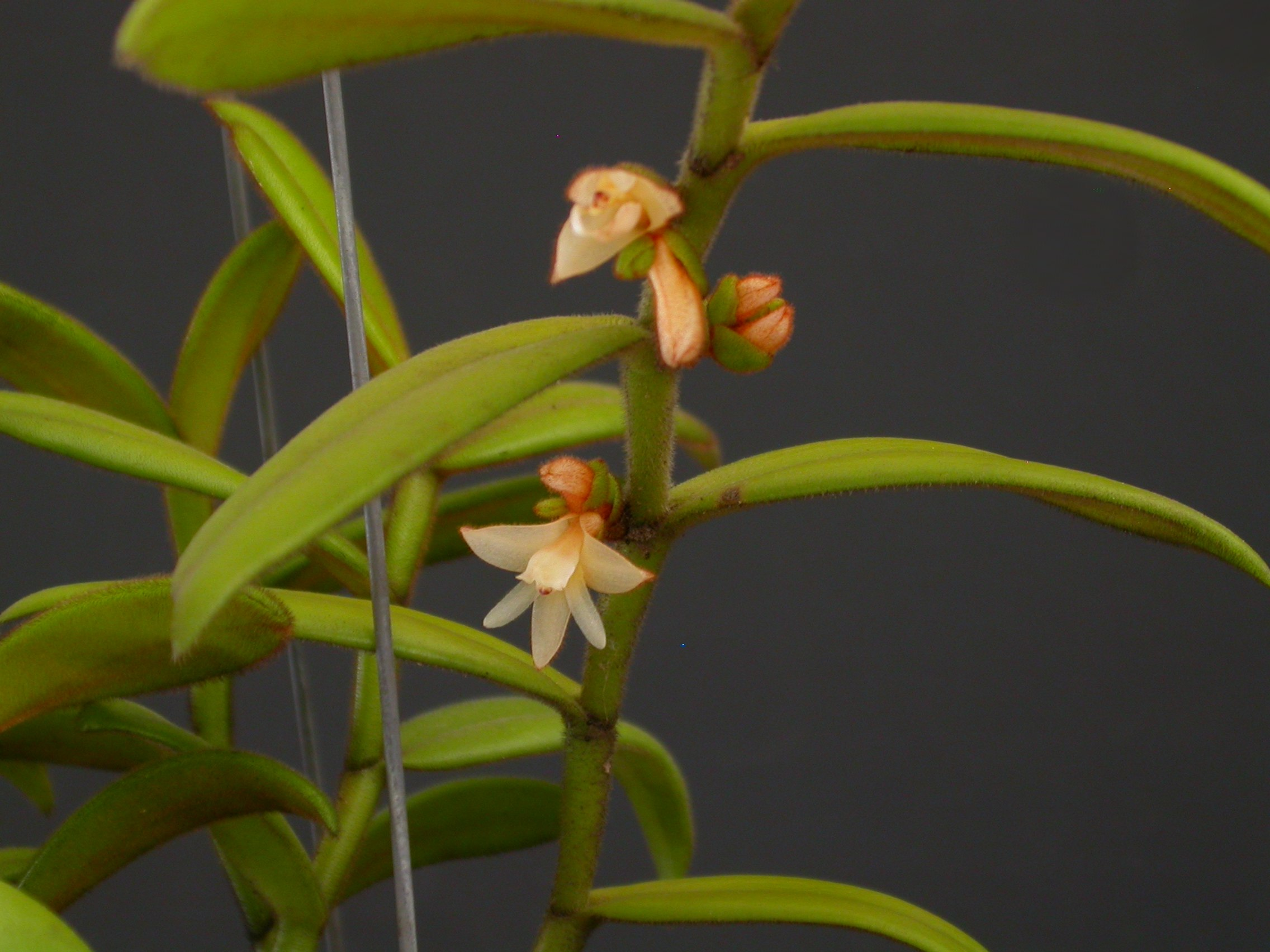
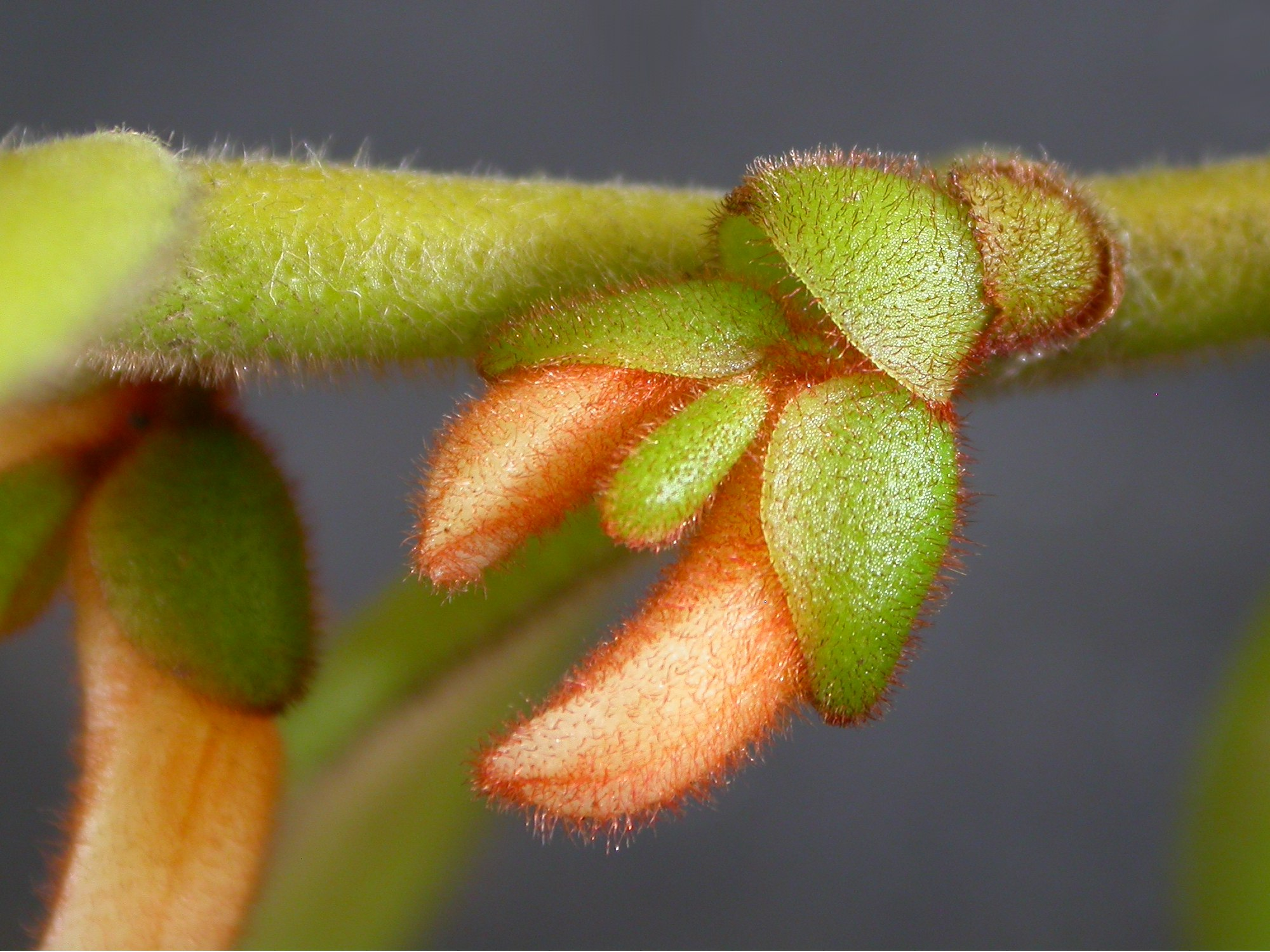
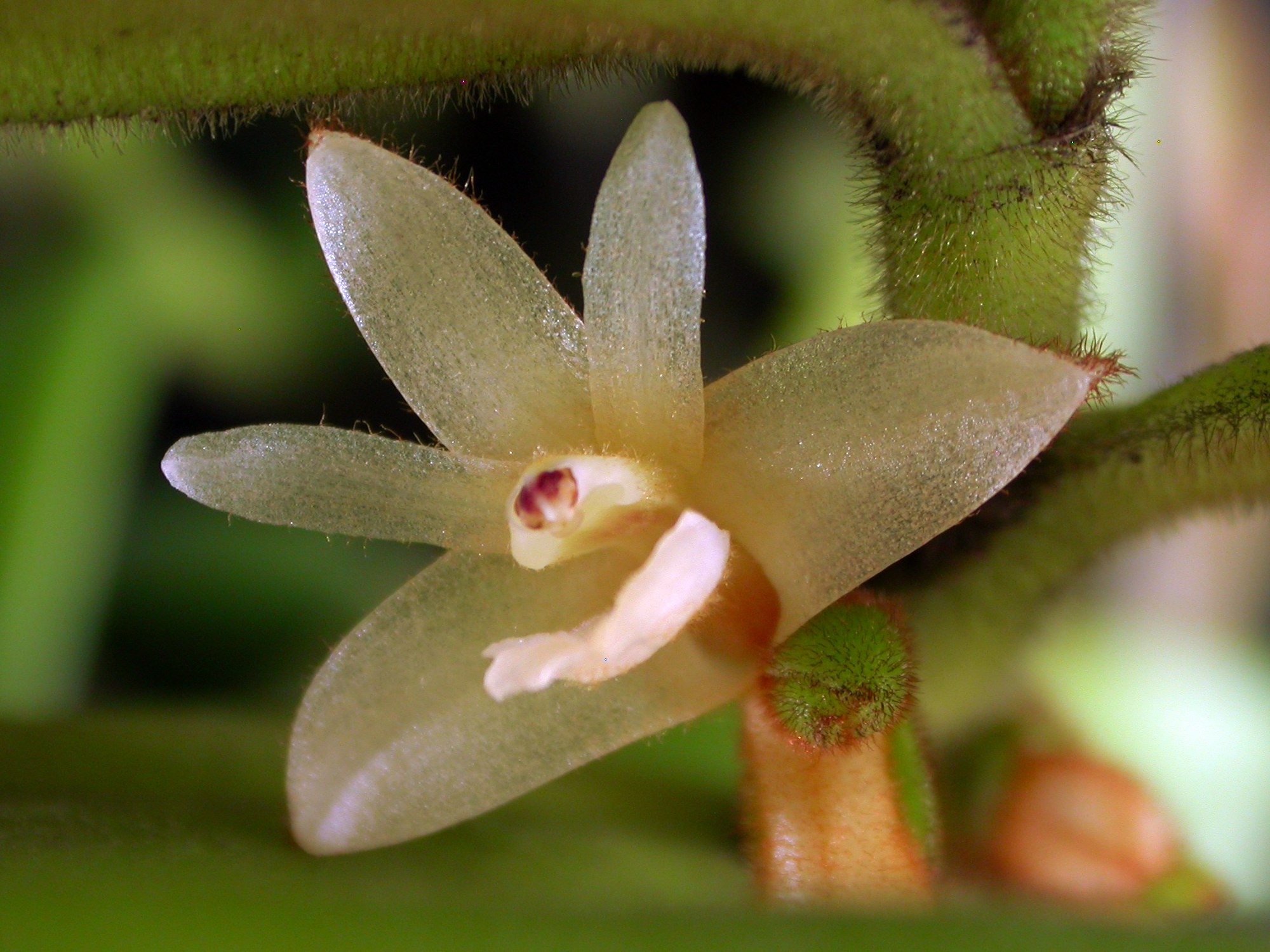